# Inácio Pedro VII Jarweh
Mar Inácio Pedro VII Jarweh (ou Butrus Javré, Jaroueh, Garweh, Djarweh, Giarvé, 1777 - 1851) foi Patriarca de Antioquia da Igreja Católica Siríaca de 1820 a 1851. 

## Biografia
Pedro Jarweh nasceu em 9 de julho de 1777 na cidade de Alepo. Ele era sobrinho do Patriarca Inácio Miguel III Jarweh, e estudou ciências em Charfet e era conhecido por seu conhecimento de siríaco, árabe, italiano, latim e turco. Foi ordenado sacerdote em 12 de junho de 1802, no Mosteiro de Al-Sharfa (Charfet), e logo depois acompanhou seu tio na Europa. Em 14 de setembro de 1810, foi ordenado bispo de Jerusalém, pelo bispo Julius-Antoine, de Amid dos Sírios.
Em 1818, após contato com o missionário protestante W. Jowett, ele foi à Europa para arrecadar fundos: em Londres, a Sociedade Missionária da Igreja lhe deu 10.000 francos, e em Paris o rei Luís XVIII deu-lhe outros 8.000 francos. Com essa quantia, pôde comprar uma prensa, que levou ao mosteiro de Charfet (que, à época, era a Sé patriarcal), no Líbano, a fim de imprimir a Bíblia e outros textos litúrgicos em árabe.
Em 25 de fevereiro de 1820, Pedro Jarweh foi eleito pelo Sínodo dos Bispos da Igreja Católica Siríaca como Patriarca de Antioquia. Recebeu a consagração patriarcal em 3 de março, na Igreja de Nossa Senhora da Livração, na presença de Inácio Simão II, o antigo Patriarca, Gregório Pedro VI, Patriarca dos Armênios, e Aloisio Gandolfi, Delegado Apostólico, juntamente com todos os bispos siríacos e alguns bispos maronitas e armênios.
Mas o Vaticano possuía suspeitas sobre ele[carece de fontes?] devido ao presente que recebera dos missionários protestantes. Ele só foi confirmado como Patriarca após uma visita a Roma, em 28 de janeiro de 1828, pelo Papa Leão XII. Exatamente um mês depois, recebeu o pálio do papa.
Durante seu patriarcado, a Igreja Católica Siríaca se expandiu, particularmente no sul do Líbano e na região de Damasco, e conduziu a conversão de alguns bispos ortodoxos siríacos, entre eles Antônio Samheri (bispo de Mardin e futuro patriarca católico siríaco) e os bispos de Mossul e Homs. Em Mossul, os siríacos católicos e ortodoxos compartilhavam os mesmos templos, mas cada comunidade tinha seus próprios sacerdotes.
Quando, Mar Antônio procurou Jarweh em Charfet, o Patriarca o enviou à corte do Sultão, conseguindo, meses depois, o decreto imperial que legitimava a independência da Igreja Católica Síria da Igreja Ortodoxa Siríaca. Uma cópia foi enviada para Alepo, uma para Amid, a terceira para Mardim e a quarta para Mossul, onde foram devidamente registradas junto às autoridades civis. Assim, em 1830, a constituição civil suprimiu toda autoridade que os patriarcas ortodoxos sírios pudessem reivindicar a partir de então sobre as pessoas e/ou bens dos católicos. Mar Inácio Pedro VII conseguiu da Santa Sé permissão para transferir a sede patriarcal de Charfet para Alepo.
Em 1836, o patriarca introduziu o calendário gregoriano, e reformou a escola de Charfet em 1842 e nomeou professores formados na Europa. Em 1841, ele renunciou como Eparca de Beirute, mas permaneceu como Patriarca até sua morte. Em 1844, Jarweh visitou Constantinopla para servir aos interesses de sua comunidade e apoiar sua independência civil de outras comunidades. No ano seguinte, ele retornou ao seu posto após visitar Jerusalém, as dioceses de Beirute, Damasco, Homs, Nabk e os mosteiros do Líbano.

## Morte
Em setembro de 1850, os muçulmanos atacaram os cristãos em Alepo, queimando suas igrejas, e o patriarca Pedro Jarweh sofreu um grave ferimento no pescoço. Ele morreu em 16 de outubro de 1851. O patriarca foi sepultado no dia seguinte, na Igreja de Nossa Senhora da Dormição, em Alepo, em frente ao grande altar onde é lido o Evangelho.

## Obras
Pedro Jarweh escreveu três livros de homílias, traduziu livros do latim e do italiano para o árabe, e foi autor de uma biografia do patriarca Miguel III Jarweh.